# Ракетные катера проекта 206-МР
Ракетные катера проекта 206МР «Вихрь» —  серия советских ракетных катеров. Относятся к кораблям 4-го ранга.
Проект разработан ЦМКБ «Алмаз» под руководством А. П. Городянко на базе торпедного катера проекта 206М. Главным наблюдающим от ВМФ был назначен капитан 1 ранга Ю. М. Осипов, затем капитан 2 ранга В. И. Литовский. Катера предназначались для уничтожения крупных кораблей противника в прибрежных районах военно-морских баз и охраны водного района (ОВР). При небольшом полном водоизмещении в 257 тонн катер получил мощное ударное и артиллерийское вооружение: 2 ПУ ПКР П-15М «Термит», одну 76-мм артустановку АК-176 и один 30-мм автомат АК-630М с РЛС управления «Вымпел». При сохранении главной энергетической установки от ТКА 206М удалось получить скорость полного хода в 43 узла. Однако по сравнению с ракетным катером проекта 205У снизилась дальность плавания на крейсерской скорости в 12 узлов.

С 1976 по 1983 год на Средне-Невском судостроительном заводе (пос. Понтонный около Ленинграда) для ВМФ СССР было построено 12 катеров данного проекта.

## Конструкция

### Корпус и надстройка
Корабль имеет гладкопалубный стальной корпус с носовым малопогруженным крылом и круглоскулыми обводами в носовой части и управляемой транцевой плитой с остроскулыми обводами в кормовой части. На палубе расположена протяжённая надстройка из облегчённого сплава АМГ с боевой рубкой и открытым ходовым мостиком в носовой части. Для улучшения условий смыва при радиоактивном заражении стык палубы с бортом и верхняя часть надстройки были скруглены. Катера могли использовать весь свой оружейный арсенал при волне до 5 баллов на скоростях до 35 узлов и при 4 баллов без ограничений.

Непотопляемость обеспечивалась делением корпуса водонепроницаемыми переборками на 10 отсеков. Катер оставался на плаву при затоплении любых двух смежных отсеков.
 
Надстройки сделаны из лёгких сплавов. Использование оружия возможно на скорости до 35 узлов и волнении моря до 5 баллов.

### Энергетическая установка
Силовая установка механическая, трёхвальная с тремя дизелями М-504 по 5000 л. с. каждый с реверс-редукторами, которые обеспечивали передний, задний и холостой ход при неизменном вращении коленчатого вала и передавали вращение на три трёхлопастных винта фиксированного шага. Дизели снабжены системой автоматической сигнализации и защиты. Назначенный ресурс двигателя до первой переборки составляет 2 500 часов, а полный ресурс - 10 000 часов при частоте вращения 2 000 об/мин.
Электроэнергетическая система переменного тока включала 1 дизель-генератор ДГ-200 мощностью в 200 кВт и 1 дизель-генератор ДГ-100 мощностью в 100 кВт, расположенных по одному в двух машинных отделениях.

## Вооружение

### Противокорабельное вооружение
На катерах проекта 206МР устанавливались 2 ненаводящиеся, нестабилизированные, небронированные, неамортизированные контейнерные пусковые установки КТ-97М для пуска противокорабельных ракет П-15М «Термит» со складывающимися и автоматически раскладывающимися после старта крыльями. ПУ расположены в кормовой части по одной с каждого борта, имеют постоянный угол возвышения, а их оси расположены под углом к диаметральной плоскости. Модернизированные ПКР П-15 «Термит» имели дальность полёта 80 км на высоте 25-50 м, маршевую скорость 320 м/с, массу боевой части 480 кг.

### Зенитное ракетное вооружение
Катера комплектовались 8 ПЗРК с боекомплектом из 16 ЗУР ближней самообороны «Стрела-3» (9М36). Катера проекта 206МР предназначались для операций в прибрежной зоне с развитой системой ПВО. Поэтому на них отсутствовали тумбовые зенитные ракетные установки, имеющиеся на более крупных кораблях. В надстройке катера предусмотрен ряд упоров для удобства применения ПЗРК. Комплекс содержит радиопеленгатор «Поиск» (9С13), предназначенный для обнаружения воздушных целей на дальностях не менее 12 км в секторе 50x45°. Система управления ЗУР 9М36 использует пассивную инфракрасную головку самонаведения. Скорость полёта ракеты составляет 670 м/с, эффективная дальность стрельбы от 500 до 4500 метров на высотах от 15 до 3000 метров при скорости цели до 260 м/с на догонных курсах и 310 м/с на встречных курсах.

### Артиллерийское вооружение
Артиллерия ракетных катеров проекта 206МР включает одну одноствольную автоматическую 76-мм артиллерийскую установку башенного типа АК-176 с длиной ствола 59 калибров, расположенную в носовой части. Темп стрельбы установки составляет 30, 60 или 75 выстрелов/мин. на ствол, после 75 выстрелов требуется перерыв в стрельбе в течение 30 минут. Охлаждение ствола непрерывное наружное, забортной водой со скоростью 3,5 м/с, которая пропускалась между кожухом и моноблоком. Угол вертикального наведения от -10 до +85°, а горизонтального до 120°. Начальная скорость снаряда 850 м/с, дальность стрельбы по надводным целям до 15 км. Питание автоматов непрерывное, обойменное, с двух сторон. Боезапас АК-176 – 152 выстрела. Башня изготовлена из алюминиево-магниевого сплава АМг-61 толщиной 4 мм.

### Зенитное вооружение
На корме катеров проекта 206МР для борьбы с низколетящими целями размещена шестиствольная 30-мм артиллерийская установка-автомат АК-630М с длиной стволов 54 калибра, двумя ленточными магазинами на 2000 патронов и запасной лентой в 1000 патронов каждый. Дальность стрельбы – 4000 м, скорострельность - 4000-5000 выстрелов/мин. В нормативном режиме стрельба ведётся 4-5 очередями по 20-25 выстрелов начиная с предельной дальности, на дистанции наиболее эффективного огня огонь ведётся очередями по 400 выстрелов с перерывом между очередями в 3-5 секунд. АУ АК-630М имела систему дистанционного управления от РЛС СУАО МР-123/176 "Вымпел-А". Вес АУ без боезапаса составляет 1918 кг. Полный вес автомата с системой управления – 9114 кг.

## История службы
В 2015 году числится в строю катер Р-262 «Прилуки» в ВМС Украины. Катер Р-50 «Карачаево-Черкесия» установлен 29.08.2015 как музей в г. Энгельс. Катер Р-15 «Тбилиси» ВМС Грузии был затоплен российскими войсками в г. Поти в августе 2008 года.

## Представители проекта

### Ракетные катера проекта 206МР и 2066
| Название | Заводской № | Вступление в строй | Служба                      | Списание   | Состояние |
| -------- | ----------- | ------------------ | --------------------------- | ---------- | --- |
| «Р-27»   | 241         | 31.12.1977         | БФ, КФл                     | 10.04.2002 | Утилизирован. |
| «Р-44»   | 242         | 30.09.1978         | БФ, ЧФ                      | 05.10.2008 | С 2001 г. - «Корсар». В 1984-85 гг. модернизирован по проекту 2066. Утилизирован.                                    |
| «Р-50»   | 243         | 30.12.1978         | БФ, КФл                     | 2014       | С 15.08.2004 - «Карачаево-Черкесия». Списан. Открыт 29.08.2015 как музей «Покровский сторожевой» в г. Энгельс.       |
| «Р-221»  | 244         | 30.12.1978         | БФ                          | 16.03.1998 | Утилизирован. |
| «Р-254»  | 245         | 10.01.1979         | БФ                          | 05.07.1994 | Утилизирован. |
| «Р-260»  | 246         | 21.12.1979         | ЧФ, ВМС Украины             | 30.11.2004 | С 10.01.1996 - «Умань». Утилизирован.                                                                                |
| «Р-262»  | 247         | 12.12.1980         | ЧФ, ВМС Украины             |            | С 10.01.1996 - «Прилуки». В составе ВМС Украины В декабре 2018 г. демонтированы ПУ ПКР «Термит».                     |
| «Р-265»  | 248         | 15.11.1980         | ЧФ, ВМС Украины             | 07.11.2012 | С 10.01.1996 - «Каховка». Утилизирован.                                                                              |
| «Р-251»  | 249         | 15.06.1981         | ЧФ, ВМС Украины             | 30.06.2001 | С 10.01.1996 - «Цюрупинск». Утилизирован.                                                                            |
| «Р-15»   | 250         | 29.10.1981         | ЧФ, ВМС Украины, ВМС Грузии | 13.08.2008 | С 10.01.1996 - «Конотоп», с 30.06.1999 - «Тбилиси». Потоплен ВС РФ в г. Поти во время войны 2008 года. Утилизирован. |
| «Р-25»   | 251         | 28.02.1983         | БФ, КФл                     | 2014       | С 30.05.2003 - «Боровск». Разоружен в 2017 г., утилизирован в 2019 г. на заводе «Дагдизель» в г. Каспийск.           |
| «Р-30»   | 252         | 30.12.1983         | БФ, КФл                     | 2014       | С 13.05.2005 - «Будённовск». Разоружен в 2017 г., утилизирован в 2019 г. на заводе «Дагдизель» в г. Каспийск.        |

 Жёлтый  — в составе ВМС Украины

 Оранжевый  — установлен как музей

 Красный  — утилизирован

 Чёрный  — потоплен

## Модернизации
В 1984-85 годах РКА «Р-44» был модернизирован по проекту 2066 для испытания новых видов вооружения. На нём вместо 2x1 ПУ ПКР П-15М «Термит» разместили 2x4 ПУ ПКР Х-35 «Уран». Кроме того зенитная АУ АК-630М была заменена на экспериментальную спаренную 30-мм АУ АК-630-2М «Рой», не принятую в эксплуатацию по результатам испытаний. Общее управление АУ АК-176 и АК-630-2М обеспечивалось новой СУАО «Ракурс».

## Оценка проекта
РКА проекта 206МР можно сравнивать в какой-то степени с РКА «Pegasus» ВМС США и РКА «Sparviero» ВМС Италии. Если первому РКА проекта 206МР уступал по всем характеристикам, то второго превосходил по артиллерийскому и зенитному вооружению, уступая по возможностям зенитно-ракетной обороны и скорости хода.
По мнению многих специалистов модернизированный проект 2066 был оптимальным по размерам, ходовым качествам и составу вооружения, т. к. предполагал борьбу с кораблями противника водоизмещением до 3000 т. Тем не менее, руководство ВМС СССР продолжало считать, что РКА должны своими ПКР поражать крупные боевые корабли противника. Эта задача, как показали локальные войны конца 80-х и начала 90-х годов, была практически не решаемой.